# Karnaúkhovski
Karnaúkhovski (en rus: Карнауховский) és un poble (un khútor) de l'óblast de Rostov, a Rússia, segons el cens rus del 2019 tenia 150 habitants. Pertany al districte de Tsimliansk.